# Tarcisio Zanon
Tarcísio Zanon da Cruz Souza (Cantagalo, 9 de fevereiro de 1987) é um carnavalesco brasileiro, formado em designer gráfico e pós-graduado em Carnaval e Figurino. Foi campeão do Grupo Especial do carnaval carioca em 2020 e em 2024 com a Unidos do Viradouro. Também venceu a Série A pela Estácio de Sá nos anos de 2015 e 2019. 

## Biografia
Filho de Aparecida Cruz Souza e Guilherme Antônio Zanon de Souza, Tarcísio é natural de Santa Rita da Floresta, distrito do município de Cantagalo, localizado no interior do estado do Rio de Janeiro. Tarcísio é designer gráfico formado pela Escola Técnica Federal de Campos dos Goytacazes, e pós-graduado em Carnaval e Figurino pela Universidade Veiga de Almeida.
Começou sua carreira artística ainda no interior, como carnavalesco da escola de samba de Santa Rita da Floresta. Em 2014, foi convidado pela Estácio de Sá para ser assistente do carnavalesco Jack Vasconcelos no desfile que deu a escola o vice-campeonato da Série A. No ano seguinte, foi promovido à carnavalesco da agremiação, dividindo os trabalhos com Amauri Santos. Em seu primeiro ano como carnavalesco no Rio, foi campeão com a Estácio no enredo que homenageou os 450 anos da cidade do Rio de Janeiro. Com a vitória, a escola foi promovida à elite do carnaval. Tarcísio e Amauri foram mantidos na escola e passaram a dividir os trabalhos com Chico Spinoza. O enredo escolhido para 2016 foi uma homenagem à São Jorge. A Estácio ficou em último lugar e foi rebaixada de volta para a segunda divisão. Também foi carnavalesco da Unidos de Manguinhos, obtendo o décimo primeiro lugar do Grupo D, a quinta divisão do carnaval carioca.
Em 2017, levou o prêmio da Secretaria Municipal de Cultura do Rio de Janeiro pela cenografia da peça "João e o Alfaiate", da companhia Etc. e Tal. De volta à Série A, a Estácio manteve Tarcísio e Chico como carnavalescos. O desfile em homenagem ao cantor e compositor Gonzaguinha, morto em 1991, rendeu à escola o terceiro lugar. Para o carnaval de 2018, a Estácio manteve apenas Tarcísio como seu carnavalesco principal. Em seu primeiro trabalho sozinho, conquistou o sexto lugar com um desfile sobre o comércio popular do Rio de Janeiro. No mesmo carnaval, assumiu a função de figurinista do carnavalesco Alexandre Louzada, na Mocidade Independente de Padre Miguel. No carnaval de 2019, em mais um trabalho solo, desenvolveu o enredo "A Fé que Emerge das Águas", sobre o Cristo Negro de Portobelo, conquistando seu segundo título na Série A com a Estácio de Sá.
Para 2020, foi anunciado como carnavalesco da Estácio em dupla com Rosa Magalhães. Posteriormente deixou a escola após receber uma proposta da Unidos do Viradouro. A escola de Niterói, que foi vice-campeã do carnaval de 2019, desfez a parceria com o carnavalesco Paulo Barros após este ser contratado pela Gaviões da Fiel, de São Paulo. Para substituir Barros, a Viradouro convidou Tarcísio e seu marido, o carnavalesco Marcus Ferreira. Pela primeira vez, o casal assinou um desfile juntos. O enredo escolhido foi "Viradouro de Alma Lavada", uma homenagem às Ganhadeiras de Itapuã. A escola sagrou-se campeã após 23 anos e Tarcísio conquistou seu primeiro título na elite do carnaval. Para o carnaval de 2021, a Viradouro renovou o contrato com o Tarcísio e Marcus, que irão desenvolver o enredo "Não há tristeza que possa suportar tanta alegria" que fará uma releitura do carnaval carioca de 1919, conhecido como o maior do século passado, destacando o sentimento dos cariocas que foram às ruas naquele ano para celebrar o fim da pandemia da gripe espanhola.
Foi anunciado no perfil oficial da escola em 03 de maio de 2022 que para o carnaval do ano seguinte faria um enredo solo da Viradouro. Após um desfile tecnicamente perfeito, a escola tinha grandes chances de título e durante a apuração, ficou todo o tempo entre as cinco primeiras, competindo principalmente pelo pódio com a Imperatriz Leopoldinense. Contudo, ficou com o vice-campeonato após notas 9.8/9.9 em harmonia e um 9.9 em bateria.
Em 2024, conquistou o segundo título de sua carreira no grupo especial carioca com o enredo "Arroboboi, Dangbé". Dono de uma estética única e diferenciada, colheu muitos elogios do público apaixonado por carnaval e da crítica especializada por conta do desfile arrebatador do Viradouro. Foi casado com o também carnavalesco Marcus Ferreira, com quem já assinou vários carnavais.

## Carnavais
Abaixo, a lista de desfiles assinados por Tarcísio Zanon.
| Ano  | Escola        | Colocação              | Divisão  | Enredo                                                                             | Ref.   |
| ---- | ------------- | ---------------------- | -------- | ---------------------------------------------------------------------------------- | ------ |
| 2015 | Estácio de Sá | Campeã                 | Série A  | De Braços Abertos, de Janeiro a Janeiro, Sorrio, Sou Rio, Sou Estácio de Sá!       | [ 9 ]  |
| 2016 | Estácio de Sá | 12.º lugar (Rebaixada) | Especial | Salve Jorge! O Guerreiro na Fé                                                     | [ 10 ] |
| 2016 | Manguinhos    | 11.º lugar             | Grupo D  | Bebeto, o Rei do Suingue!                                                          | [ 11 ] |
| 2017 | Estácio de Sá | 3.º lugar              | Série A  | É! O Moleque Desceu o São Carlos, Pegou Um Sonho e Partiu com a Estácio!           | [ 12 ] |
| 2018 | Estácio de Sá | 6.º lugar              | Série A  | No Pregão da Folia, Sou Comerciante da Alegria com a Estácio Boto Banca na Avenida | [ 13 ] |
| 2019 | Estácio de Sá | Campeã                 | Série A  | A Fé Que Emerge das Águas                                                          | [ 14 ] |
| 2020 | Viradouro     | Campeã                 | Especial | Viradouro de Alma Lavada                                                           | [ 15 ] |
| 2022 | Viradouro     | 3.º lugar              | Especial | Não há tristeza que possa suportar tanta alegria                                   |        |
| 2023 | Viradouro     | Vice-campeã            | Especial | Rosa Maria Egipcíaca                                                               | [ 6 ]  |
| 2024 | Viradouro     | Campeã                 | Especial | Arroboboi, Dangbé                                                                  | [ 16 ] |
| 2025 | Viradouro     | 4.º Lugar              | Especial | Malunguinho: O Mensageiro de Três Mundos                                           | [ 17 ] |
| 2026 | Viradouro     |                        | Especial | Pra Cima, Ciça                                                                     | [ 18 ] |

## Títulos e estatísticas
| Divisão        | Campeonato | Ano         | Vice | Ano  | Terceiro lugar | Ano  |
| -------------- | ---------- | ----------- | ---- | ---- | -------------- | ---- |
| Grupo Especial | 2          | 2020 e 2024 | 1    | 2023 | 1              | 2022 |
| Série A        | 2          | 2015 e 2019 | 0    | -    | 1              | 2017 |

## Premiações
- Estandarte de Ouro

1. 2020 - Melhor enredo ("Viradouro de Alma Lavada") [19]

- Estrela do Carnaval

1. 2019 - Melhor conjunto de alegorias da Série A (Estácio) [20]
2. 2023 - Melhor carnavalesco do Grupo Especial (Viradouro) [21]

- Fala Galera Carna Insta

1. 2022 - Melhor enredo (Viradouro - "Não Há Tristeza que Possa Suportar tanta Alegria") [22]
2. 2023 - Melhor carnavalesco do Grupo Especial (Viradouro) [23]
3. 2023 - Melhor enredo (Viradouro - "Rosa Maria Egipcíaca") [23]
4. 2024 - Melhor carnavalesco (Viradouro) [24]

- Gato de Prata

1. 2020 - Melhor carnavalesco do Grupo Especial (Viradouro) [25]
2. 2023 - Melhor carnavalesco do Grupo Especial (Viradouro) [26]

- Plumas & Paetês Cultural

1. 2018 - Melhor Figurinista do Grupo Especial (Mocidade) [27]
2. 2019 - Melhor carnavalesco da Série A (Estácio) [28]
3. 2019 - Melhor figurinista da Série A (Estácio) [29]
4. 2023 - Melhor carnavalesco do Grupo Especial (Viradouro) [30]

- Prêmio 100% Carnaval

1. 2019 - Melhor carnavalesco da Série A (Estácio) [31]
2. 2019 - Melhor conjunto de alegorias da Série A (Estácio) [31]
3. 2019 - Melhor conjunto de fantasias da Série A (Estácio) [31]
4. 2023 - Melhor carnavalesco do Grupo Especial (Viradouro) [32]
5. 2023 - Melhor conjunto de alegorias do Grupo Especial (Viradouro) [32]

- Prêmio Destaques do Ano

1. 2023 - Artista do Ano [33]

- Prêmio Feras da Sapucaí

1. 2023 - Melhor enredo (Viradouro - "Rosa Maria Egipcíaca") [34]

- Prêmio Gazeta do Rio

1. 2022 - Melhor enredo (Viradouro - "Não Há Tristeza que Possa Suportar tanta Alegria") [35]

- Prêmio SRzd

1. 2023 - Melhor carnavalesco (Viradouro) [36]

- Troféu Explosão in Samba

1. 2023 - Melhor conjunto de alegorias (Viradouro) [37]
2. 2024 - Melhor conjunto de alegorias (Viradouro) [38]

- Troféu Sambario

1. 2020 - Melhor conjunto de fantasias (Viradouro) [39]
2. 2023 - Melhor conjunto de fantasias (Viradouro) [40]
3. 2024 - Melhor carnavalesco (Viradouro) [41]
4. 2024 - Melhor conjunto de alegorias (Viradouro) [41]
5. 2024 - Melhor conjunto de fantasias (Viradouro) [41]

- Troféu Tupi Carnaval Total

1. 2020 - Melhor enredo ("Viradouro de Alma Lavada") [42]
2. 2024 - Melhor carnavalesco (Viradouro) [43]

- Troféu Vai Dar Samba

1. 2018 - Destaque do ano (como carnavalesco da Estácio de Sá) [44]